# Walter-André Destailleur
Walter-André Destailleur (devenit d'Estailleur; n. 1867, Thiais, Seine, Franța – d. 1940) a fost un arhitect francez.

## Biografie
Fiul arhitectului Hippolyte Destailleur, Walter-André a studiat la École des Beaux-Arts din Paris sub îndrumarea lui Honoré Daumet și Charles Girault. După moartea tatălui său, în 1893, a finalizat majoritatea șantierelor acestuia, dobândindu-și statutul de arhitect prin tenacitate și curaj. Tot în această perioadă a modificat ortografia numelui său de familie în d’Estailleur, revenind la forma pre-revoluționară. Datorită recomandării împărătesei Eugénie, a primit numeroase comenzi din partea aristocrației.
A lucrat, printre altele, pentru contesa de Béarn, la reședința sa de pe strada Saint-Dominique, construit de tatăl său, iar între 1896 și 1899 a restaurat castelul din Champs-sur-Marne pentru Louis Cahen d’Anvers, scoțând la iveală, printre altele, decorul cu „singerii” realizat de Christophe Huet. Pentru James de Kerjégu, socrul contesei de Béarn, a construit vastul castel Trévarez din Finistère.
Între 1898 și 1905 a construit două reședințe pentru baronul Roger, pe avenue de l'Alma (astăzi avenue George-V) și pe strada François-Ier, Hôtel Wildenstein pe strada La Boétie, precum și Hôtel de Errazu, la nr. 1, rue Le Tasse (1903–1904). Această din urmă clădire, de stil clasic, valorifica în mod remarcabil o parcelă dificilă și denivelată, printr-o măiestrie arhitecturală înscrisă în marea tradiție a secolului al XVIII-lea – precum schimbarea axei dintre poarta de acces și curtea de onoare, respectiv holul și salonul mare, mascate discret de un vestibul cu plan oval, cu deplasarea laterală a scării de onoare, similară cu cea de la Hôtel Matignon. După Primul Război Mondial, d’Estailleur a efectuat câteva transformări în această clădire pentru noul proprietar, domnul Bessonneau.
În aceeași perioadă, d’Estailleur a restaurat Hôtel de Crillon (1907), situat pe Place de la Concorde, pe care l-a transformat într-un hotel de lux, refăcându-i integral decorul interior. A restaurat, de asemenea, Hôtel de La Ferronays, castelul din La Celle-Saint-Cloud și palatul din Haroué (Lorena), proprietate a familiei Beauvau-Craon. A transformat castelul din Farnborough, reședința fostei împărătese Eugénie din apropierea Londrei, și a fost chemat în Spania de ducele de Alba pentru a construi cavoul familial.
În jurul anului 1907 a construit la Biarritz o vilă vastă pe malul mării pentru Marguerite Chaslon-Roussel, mama scriitorului Raymond Roussel. Vila, cunoscută inițial drept Villa Chaslon-Roussel, a fost vândută în 1917 lui Ramón de la Sota și poartă de atunci prenumele fiicei acestuia, Begoña.
În anii 1910 a construit un hotel la Alexandria și a elaborat planurile pentru un nou cartier în Cairo. Chiar înainte de izbucnirea Primului Război Mondial, a construit pe avenue Foch, în stil Ludovic al XVI-lea, reședința industrialului Louis Renault. În 1921, a fost însărcinat cu restaurarea și transformarea Hôtel de Wagram, pe avenue George-V, pentru a găzdui ambasada Spaniei.
Walter-André d’Estailleur poate fi considerat unul dintre ultimii reprezentanți ai curentului istoricist în Europa.
Din căsătoria sa cu Marie Tuault de La Bouvrie, nepoata deputatului Joseph Golven Tuault de La Bouvrie, s-a născut un fiu, scriitorul și aviatorul Philippe d’Estailleur-Chanteraine.